# Бегемоты в Колумбии

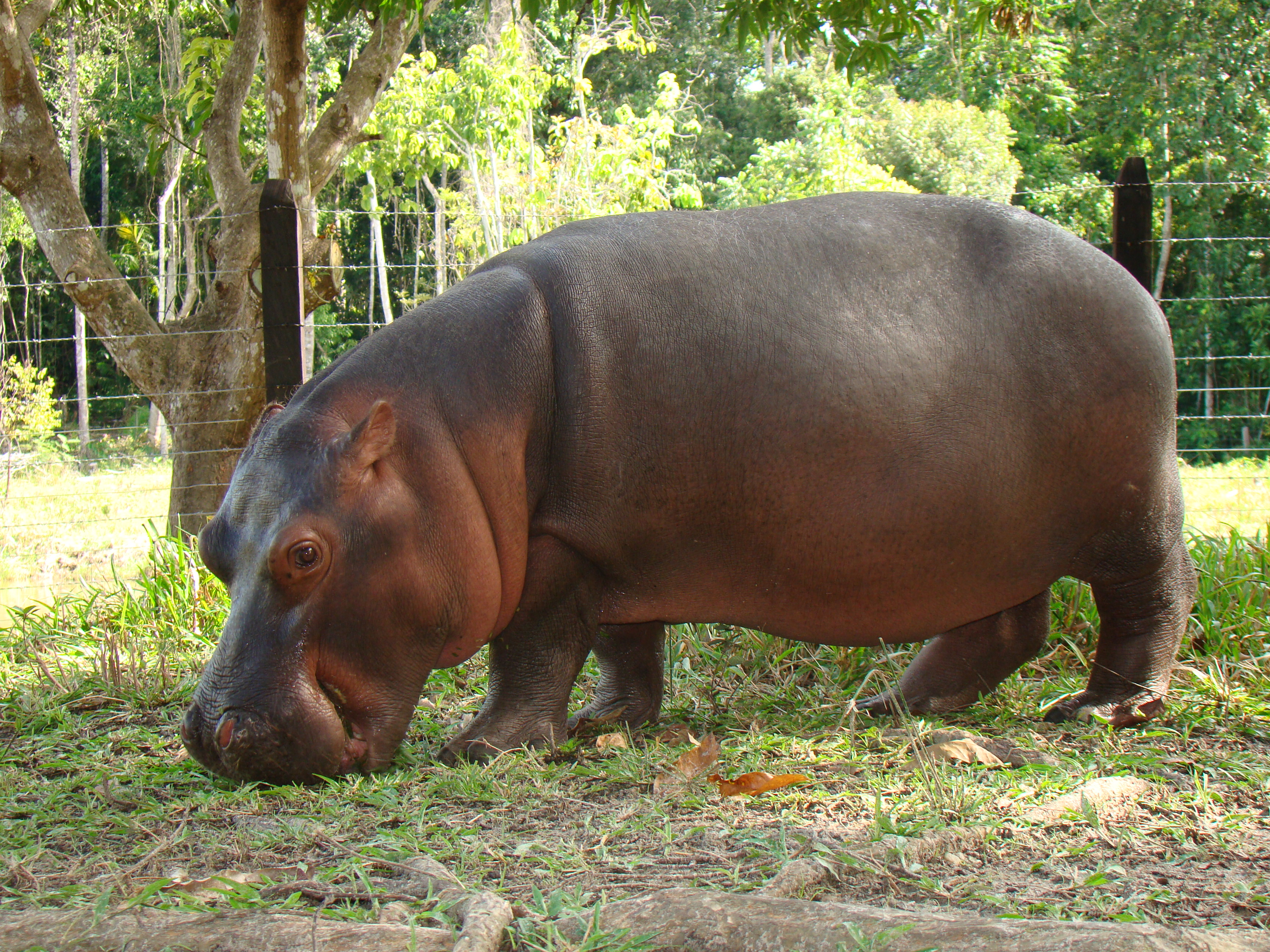
Бегемот по кличке Ванесса в Hacienda Nápoles

Бегемоты — интродуцированный вид в Колумбии. В конце 1970-х годов Пабло Эскобар содержал в своём зверинце четырёх гиппопотамов; после его смерти в 1993 году они стали свободно бродить по оставленному без присмотра поместью, и к 2019 году популяция выросла примерно до ста особей. Учёные опасаются, что бегемоты могут нанести вред местной флоре и фауне в этом районе.

## История
Пабло Эскобар, кокаиновый король Колумбии, в середине 1980‑х годов, привёз в свой зверинец в «Асьенда Наполес» (Hacienda Nápoles) одного самца и трёх самок гиппопотамов. Куплены были эти бегемоты у Калифорнийского зоопарка. Также помёт бегемотов заглушал запах кокаина, что помогало Эскобару быть не пойманным. После смерти наркобарона его поместье было национализировано властями, а его зоопарк впоследствии стал частью парка развлечений. Животных из поместья распределили между зоопарками Колумбии, но бегемотов оставили на месте из-за технических сложностей с перевозкой. Впоследствии они размножились и попали в главную реку страны — Магдалену. Из-за происхождения их в Колумбии стали называть «кокаиновыми бегемотами».
Согласно исследованиям, опубликованным в журнале Biological Conservation, если не убить или стерилизовать часть популяции, лет через 10-20 ситуация выйдет из-под контроля. Стерилизация бегемотов — сложная и дорогая процедура: поимка одного молодого бегемота и операция обошлись в 25 тысяч долларов.
По оценкам ученых, в реках Колумбии обитают 80-120 гиппопотамов, которые образуют самое большое стадо вне Африки. Они быстро размножаются, так как в Южной Америке, в отличие от Африки, у бегемотов нет естественных врагов (например, львов и крокодилов), и климат Колумбии идеально для них подходит, в том числе отсутствием засух.
Бегемоты влияют на экосистему — вытесняют местные виды (например, и так вымирающих ламантинов), и изменяют химический состав водоемов: фекалии бегемотов изменяют химический состав воды, уровень кислорода и углерода, и способствуют распространению вредных водорослей и бактерий.